# Carmel Busuttil
Carmel Busuttil (Rabat, 29 febbraio 1964) è un allenatore di calcio ed ex calciatore maltese, di ruolo attaccante.
È considerato il migliore calciatore maltese di sempre.

## Caratteristiche tecniche
Aveva buone doti tecniche, un veloce cambio di passo e un buon fiuto del gol.

## Carriera

### Giocatore

#### Club
Iniziò il suo iter sportivo nel 1979. In quell'epoca fu ingaggiato dal Rabat Ajax, squadra della sua città, dove rimase fino al 1987, sommando, in campionato, 106 partite e 47 reti ed entrando nel giro della Nazionale. Nel 1987 passò al Verbania Calcio, squadra dilettantistica italiana, insieme ad Adelmo Paris, dove disputò il solo torneo 1987-1988, 20 gare e 8 reti. Nel 1988 passò in Belgio, al KRC Genk, giocando lì fino al 1994 e sommando 166 gare e 45 reti. Nell'estate del 1994, ormai trentenne, iniziò il suo passo d'addio, nelle file dello Sliema Wanderers, dove chiuse la carriera nel 2001, mettendo insieme 143 partite e 64 reti.

#### Nazionale
La Nazionale maltese fece di Busuttil uno dei suoi capisaldi, offrendogli 113 presenze arricchite da 23 reti. Il suo esordio cade il 5 giugno 1982, a Messina, in una vittoria per 2-1 contro l'Islanda per le qualificazioni all'Europeo 1984. La gara d'addio è invece del 25 aprile 2001, ancora contro l'Islanda a La Valletta (vincitrice per 1-4). Le prime reti appartengono invece alla partita contro la Spagna, il 15 maggio 1983 a La Valletta. Una doppietta che non bastò a battere le Furie Rosse, vittoriose per 2-3. È il secondo miglior marcatore, dopo Michael Mifsud, nella storia della nazionale maltese.
Nel 2025, in occasione di una votazione tenutasi per i 125 anni della Federazione calcistica di Malta, è stato inserito nella migliore formazione di tutti i tempi della nazionale maltese.

### Allenatore
Tra il 2003 e il 2005 è stato allenatore in seconda della nazionale, assistendo Horst Heese.

## Palmarès

### Club

#### Competizioni nazionali
- Campionato maltese: 3

Rabat Ajax: 1984-1985, 1985-1986
Sliema Wanderers: 1995-1996
- Coppa di Malta: 2

Rabat Ajax: 1986
Sliema Wanderers: 2000
- Supercoppa di Malta: 4

Rabat Ajax: 1985, 1986
Sliema Wanderers: 1996, 2000

### Individuale
- Calciatore maltese dell'anno: 2

1982-1983, 1985-1986
- Capocannoniere del Campionato maltese: 1

1986-1987
- Nominato UEFA Golden Player per la MFA

2004
- Malta's best XI of all time (2025)